# Kanako Ito
Kanako Ito (伊藤 香菜子, 20 de juliol de 1983) és una futbolista japonesa. Va debutar amb la selecció del Japó el 2001. Va disputar 13 partits amb la selecció del Japó.

## Estadístiques
| Selecció del Japó | Selecció del Japó | Selecció del Japó |
| Anys              | Partits           | Gols              |
| ----------------- | ----------------- | ----------------- |
| 2001              | 6                 | 2                 |
| 2002              | 3                 | 0                 |
| 2003              | 0                 | 0                 |
| 2004              | 0                 | 0                 |
| 2005              | 0                 | 0                 |
| 2006              | 0                 | 0                 |
| 2007              | 1                 | 1                 |
| 2008              | 0                 | 0                 |
| 2009              | 0                 | 0                 |
| 2010              | 0                 | 0                 |
| 2011              | 0                 | 0                 |
| 2012              | 3                 | 0                 |
| Total             | 13                | 3                 |